# Monasterio de San Benito de Bages
El monasterio de San Benito de Bages (en catalán: monestir de Sant Benet de Bages) es un monasterio benedictino situado en el término municipal de San Fructuoso de Bages en la comarca catalana del Bages, España. El monasterio se construyó en el siglo X y fue historiografiado y restaurado a principios del siglo XX por el arquitecto Josep Puig i Cadafalch.

## Historia
La construcción del monasterio se inició alrededor del año 950 por iniciativa de un noble de nombre Sal-la estaba emparentado, gracias a su matrimonio con Ricardis, con la familia que en ese momento ostentaba el vizcondado de Osona. La idea original era la de que el monasterio tuviera un uso particular. La iglesia del monasterio se consagró el día 3 de diciembre de 972 en un acto de gran ceremonial al que asistieron entre otros el conde Borrell II. Se conserva el acta de consagración con una descripción detallada de esta ceremonia. El monasterio quedó bajo la dependencia directa de Roma y se dictaminó que sus abades se elegirían entre la descendencia del fundador. Esta prerrogativa finalizó en el 999 debido a una serie de disputas familiares.
A partir del año 965, el monasterio albergó las supuestas reliquias de San Valentín. Estas reliquias se encontraban en una caja de madera cubierta con láminas de plata que escenificaban diversos milagros del santo. Esta caja se encuentra desde 1863 en la iglesia de Navarclés.
A principios del siglo XI, San Benito de Bages pasó a depender del monasterio francés de San Pedro de Tomeras en Narbona. San Benito recuperó su independencia en el 1108. En el año 1125, el monasterio sufrió el ataque de las tropas musulmanas que asolaron el edificio. Este ataque dio origen a una importante reconstrucción financiada por los nobles de la zona que solicitaron, a cambio, el derecho de ser enterrados en el monasterio.
La etapa de mayor esplendor económico fue para San Benito la comprendida entre los siglos XIV y XV. La llegada de la peste negra en 1348 que dejó al monasterio con sólo dos monjes marcó el inicio de un periodo de declive. 
A partir del 9 de noviembre de 1593, San Benito de Bages pasó a depender del monasterio de Montserrat, dependencia que duró hasta la exclaustración. El 22 de noviembre de 1620 se inauguró una escuela de arte en San Benito. La idea de esta escuela era la de dar cobijo a los numerosos estudiantes dependientes de Montserrat que se encontraban diseminados en diversos centros. La escuela permaneció abierta hasta 1671 y, a partir de entonces, el monasterio sirvió como lugar de retiro de monjes montserratinos.
El siglo XIX fue el de la decadencia definitiva del monasterio. El convento se suprimió en 1820 y los monjes abandonaron el recinto al que regresarían tres años más tarde con la llegada al poder del rey Fernando VII. El abandono definitivo se produjo en 1835, año en el que se dictó la llamada ley de desamortización que obligaba a las órdenes religiosas a abandonar sus posesiones.

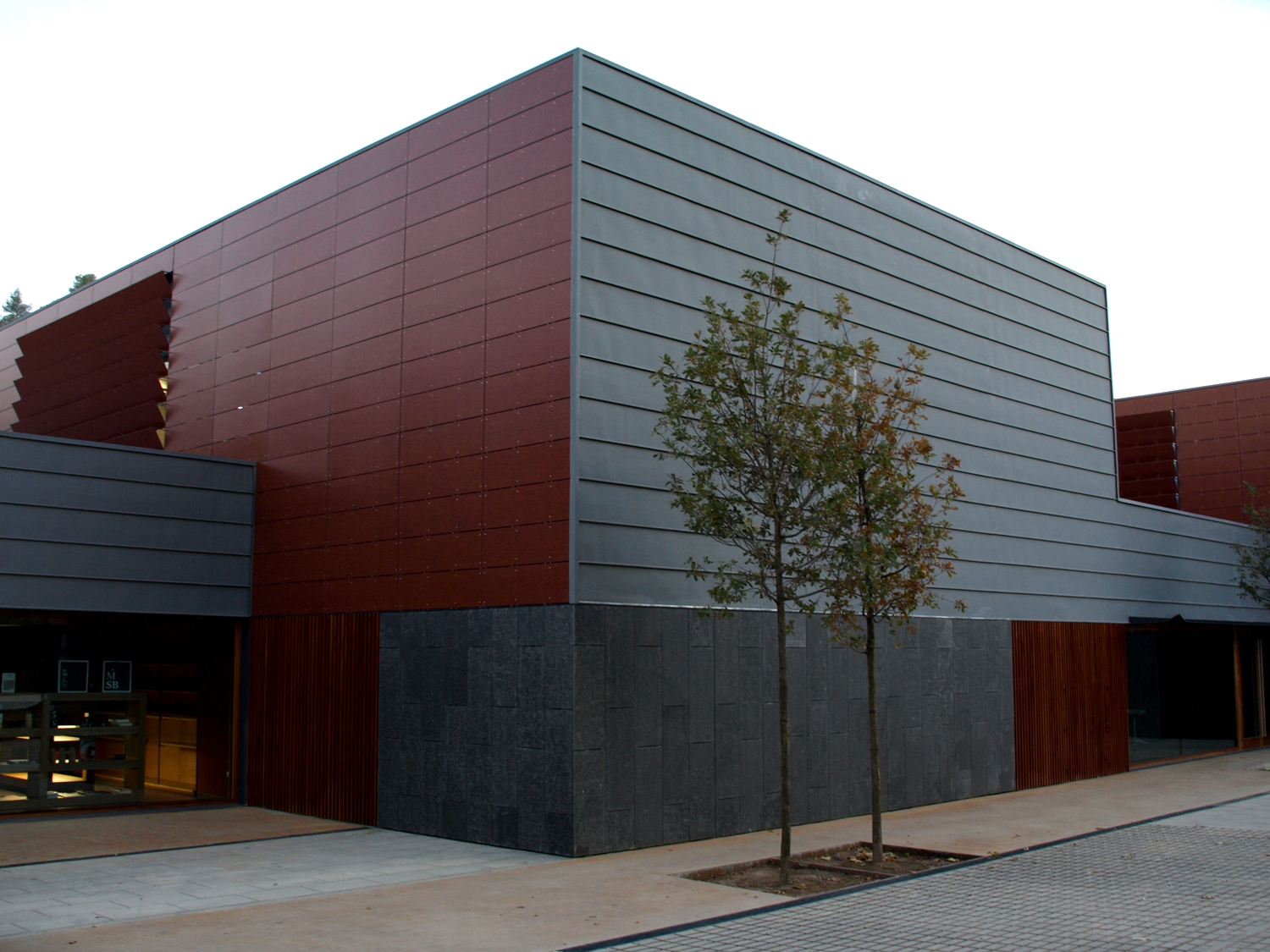
Remodelación del año 2008

El edificio abandonado fue un reclamo para los intelectuales de la Renaixença que empezaron a organizar visitas al antiguo monasterio. Personajes como Puig i Cadafalch o el pintor Ramón Casas demostraron su interés por el recinto. En 1907, la madre de Casas compró los terrenos del monasterio que pasaron a manos del pintor en 1910. Ramón Casas encargó la reforma del edificio, muy deteriorado por el tiempo, a su amigo Puig i Cadafalch. En el 2000, la propiedad pasó a manos de Caixa Manresa que la compró a los herederos de Casas. Desde entonces esta entidad financiera se hizo cargo de su conservación y restauración, que posteriormente pasó a CatalunyaCaixa y Catalunya Banc. Desde el año 2012, es la Fundació Catalunya La Pedrera quien se encarga de esta gestión y es la actual propietaria del monasterio.
El CRAI Biblioteca de Reserva de la Universidad de Barcelona conserva, a raíz de la desamortización de 1835, algunas obras provenientes de los fondos del monasterio de San Benito de Bages. Asimismo, ha registrado y descrito ejemplos de las marcas de propiedad que identificaron el convento a lo largo de su existencia.

## El edificio

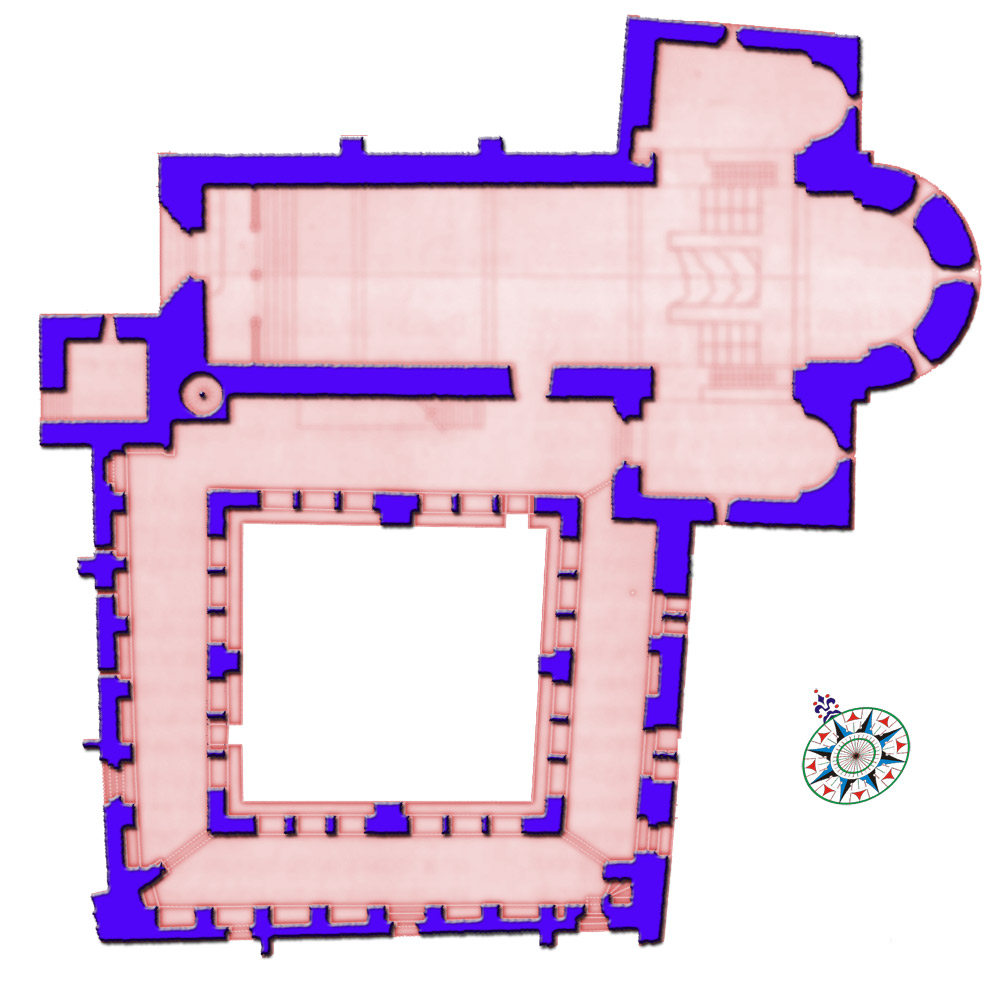
Plano de San Benito

### La iglesia
La iglesia de San Benito de Bages consta de una única nave con un ábside central semicircular. La nave, de 7,5 metros de ancho por 30 de largo, está cubierta con una vuelta de cañón de 12,5 metros de alto, apoyada sobre arcos. Tiene dos puertas, una de ellas da acceso al claustro. 
Parece ser que, en origen, la iglesia disponía de tres altares. El principal en honor de San Benito y otros dos secundarios dedicados a San Antonio y San Andrés. Estos tres altares permanecieron hasta 1212, año en el que se decidió dedicar el altar principal a la Virgen María.
En 1643 se encargó a dos artistas manresanos, Joan Grau y Josep Generes, la realización de un retablo que permaneció en la iglesia hasta mediados de la década de 1910 cuando pasó a manos de la familia de Ramón Casas.

### El claustro

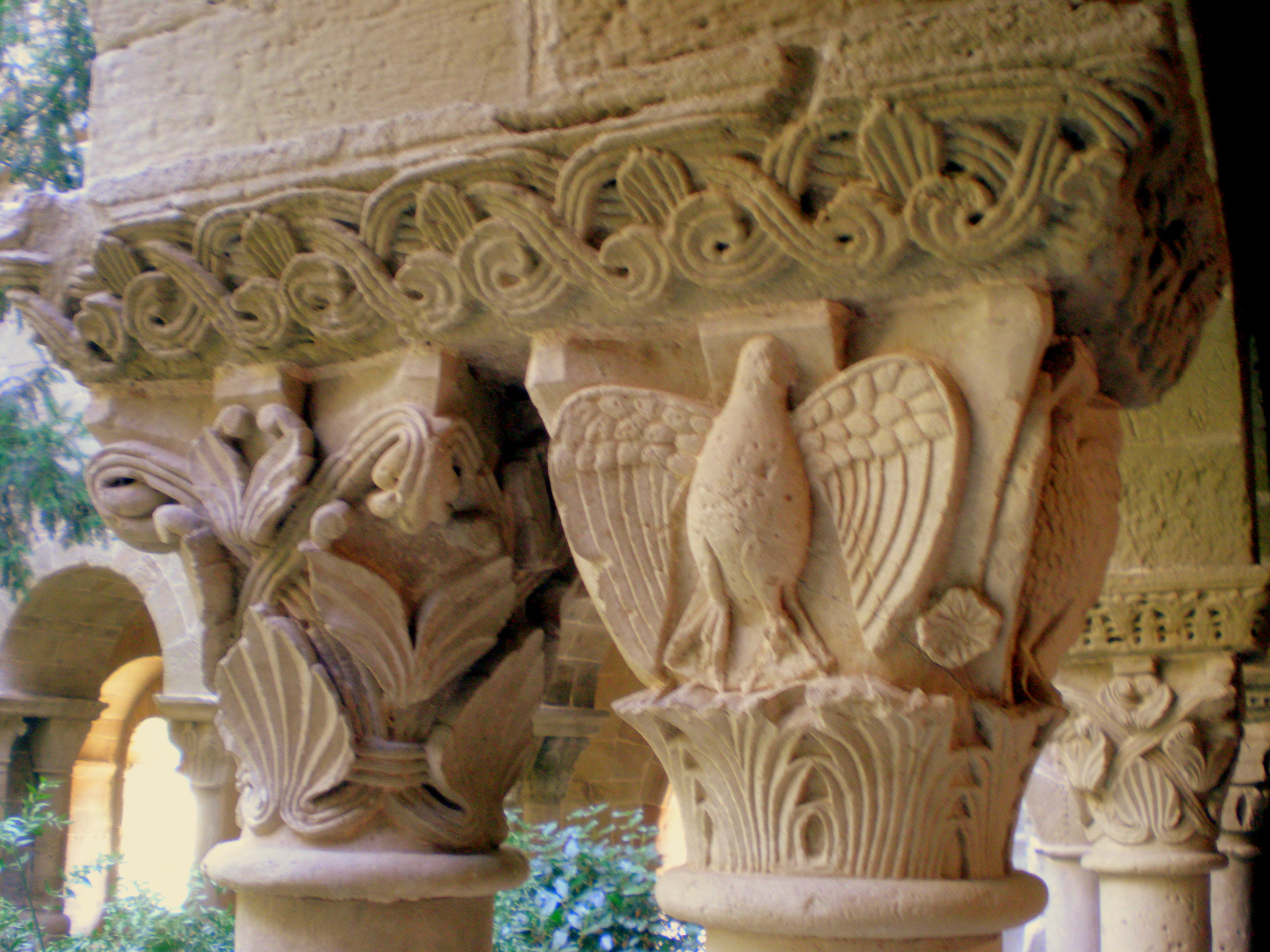
Detalle en el claustro

El claustro está situado en la zona sur de la iglesia y conserva las cuatro galerías originales. Contiene un total de 64 capiteles situados a lo largo de las galerías y agrupados por pares. La mayoría está decorado con motivos ornamentales entre los que predominan los de temas vegetales. También aparecen representadas figuras de animales y solamente tres presentan figuras con detalles de la vida de Jesús.